# 오정소
오정소(吳正昭, 1944년 7월 10일 ~ )는 대한민국의 국가안전기획부 제1차장과 제18대 국가보훈처장 등을 역임한 공무원으로, 1971년 중앙정보부 공채 출신이다. 본관은 해주이며, 황해도 옹진군 출생이다.

## 생애
오태숭(吳泰崇)의 4남으로 태어났고, 경복고등학교, 고려대학교 문리과 대학 사학과를 졸업했다.
해군 중위로 예편한 후 1971년 중앙정보부 공채에 합격하여 1996년 12월까지 중앙정보부와 그 후신인 안기부에서 근무하였다. 
김형욱(金炯旭)사건 이후 한때 그와 동향(同鄕)이라는 이유로 불이익을 당하기도 했다. 1987년부터 1991년 주 홍콩 대한민국 총영사관 부총영사를 역임하였다. 한때, 김영삼 정부 당시 미림팀을 운영했다는 의혹, 미림팀을 다시 재건했다는 의혹을 받기도 했다.
1987년부터 1991년까지 주홍콩총영사관 총부영사를 지냈다. 김영삼 정부에서 국가안전기획부 1차장, 국가보훈처장을 역임하고, 평창동계올림픽유치위 부위원장, 한국정보기술연구원 이사장을 맡고 있다.

## 학력
- 경복고등학교
- 고려대학교 문리과대학 사학과 졸업

## 경력
- 해군 예비역 중위 예편
- 1971년 중앙정보부 공채
- 중앙정보부 해외공작국 행정과장
- 국가안전기획부 대공정책실 협력단장
- 안기부 대공정책실장 비서실장
- 1987 ~ 1991년 주 홍콩 대한민국 총영사관 부총영사
- 안기부 해외공작국 인사과장
- 안기부 제2국 공작심의관[2]
- 1992년 안기부 대외협력관실장
- 1993년 3월 안기부 인천지부장
- 1994년 2월 안기부 2국장(대공정보국장)
- 1995년 2월 28일 정형근이 지방자치단체장 선거 연기 공문과 관련하여 사임하자 1차장으로 내정되었다.[3]
- 1995년 3월 안기부 1차장
- 1996년 12월 ~ 1997년 3월 6일 국가보훈처장
- 대한항공 상임고문
- 2010년 10월 22일 ~ 2018평창동계올림픽유치위원회 부위원장[4]
- 2011년 2월 24일 ~ 한국정보기술연구원 이사장

## 가족 관계
- 아버지 : 오태숭(吳泰崇)
- 부인 : 유계주(柳桂柱, 1948년 ~ )
  - 딸 2녀
- 처부 : 유명우(柳明佑)

## 논란과 의혹

### 미림팀 재건 의혹
전 안기부 직원 김기삼은 그가 미림팀을 재건했다는 의혹을 제기했다. 2005년 7월 안기부 직원인 김기삼에 의해 미림팀 재건 의혹이 제기되었다. 김영삼 정부시절 안전기획부(현 국가정보원)의 특수도청팀의 실체가 드러났다. 미림팀의 존재를 증언한 전 안기부 직원 김기삼씨는 22일 MBC 라디오 '손석희의 시선집중'에 나와 당시 활동내용을 전했다. 김기삼에 의하면 1994년 오정소 신임 대공정책실장이 문민정부 출범 이후 활동이 없던 미림팀을 재조직, 공 모씨를 팀장으로 미림팀을 운영했다고 밝혔다. 미림팀은 매일 저녁 장소를 정해 불법도청을 했으며 도청 테이프의 내용을 오정소 실장에게 서면보고했다는 것이다. 미림자료는 매우 폭발력있는 것이어서 오 실장이 직접 관리했으며 당시 안기부장도 거치지 않고 청와대에 직접 보고했다. 김기삼은 "안기부 인천지부장으로 있던 오정소 실장이 94년초 대공정책실장으로 부임하면서 미림팀을 재조직,공모라는 사람을 팀장으로 팀원을 2~3명 꾸렸다"며 "당시 매일 한군데 도청작업을 나갔다"고 밝혔다. 그는 또 "그 내용은 당시 김덕 안기부장에게는 보고하지 않고 오 실장에게만 보고했으며 그가 내용을 선별,청와대에 보고를 했다"며 "팀 자체에 대해 김 부장은 몰랐다고 얘기를 들었다"고 밝혔다.
미림팀장이었던 공운영은 자술서에서 "1992년 미림팀장으로 일하다 93년 김영삼 정부가 출범하면서 활동 중지 지시를 받아 평직원으로 근무했고, 94년 미림팀이 재구성됐다"고 주장했다. 전 국정원 직원 김기삼도 "94년 초 오정소 안기부 인천지부장이 대공정책실장으로 부임하면서 재조직됐다"고 밝혔다.

### 미림팀 운영 관련
안기부의 전직 직원 일부의 증언을 통해 도청 의혹이 제기되었다. 1994년 초 인천지부장으로 있다 대공정책실장으로 부임한 뒤 미림팀 재건을 주도했다는 것이 보좌관을 지낸 전직 국정원 직원 김기삼씨와 전 미림팀장 공씨 등의 공통된 전언이다. 전 직원 김기삼과 도청팀장 공운영 등에 의하면 당시 그는 미림팀을 운영하며 그 내용을 김현철에게 보고했다고 한다.
공씨에 의하면 그는 매일 저녁 팀원 2,3명과 함께 한정식집·술집 등으로 작업을 나가 정계·재계·언론계 인사들의 대화내용을 현장에서 도청하는 작업을 지휘했다 한다. 이렇게 해서 만들어진 녹취록은 곧바로 오정소 실장에게 보고했다. 이는 다시 이원종 김현철씨 등 권력 실세들에게 전달됐다고 한다. 국정원 관계자 등에 따르면 오씨는 공씨 등 미림팀원들이 매일 최고급 한정식집이나 호텔 식당 등에 나가 도청해온 정.관.재.언론계 상층부 인사들의 대화 내용을 녹취록과 요약본의 형태로 보고받았다고 한다.
그는 이를 '이원종 정무수석→김현철씨'로 이어지는 비선라인으로 전달했고, 주요 사안은 현철씨에 의해 김영삼 대통령에게도 보고됐다는 것이다. 김영삼 전 대통령의 차남 현철씨의 ‘경복고-고려대(이른바 K2라인)’ 직속선배인 오씨는 공씨가 도청을 통해 습득한 정보를 녹취록 형태로 제공받아 공식 보고라인이 아닌 이원종 전 청와대 정무수석, 김기섭 당시 안기부 기조실장, 김현철 등에게 제공했다는 게 당시 안기부 관계자들의 주장이다. 말 그대로 현철씨가 개입된 비밀도청조직의 현장 총책인 셈이다.
한편 그에게 보고했던 공운영은 정권이 바뀐 98년초 직권면직 당했다. 공씨는 소송을 제기했고,복직 결정을 받고는 곧바로 명예퇴직했다. 공씨가 취득한 비밀의 민감성을 감안해 국정원은 아직도 공씨를 특별관리 대상으로 분류하고 있는 것으로 알려졌다.

### 도청 논란
전 안기부 직원들은 그의 지시로 1994년 6월 재구성 정,관,재계 인사들 불법도청했다 한다. 그러나 도청내용이 이원종-김현철 라인으로 전달됐다는 의혹에 대해서는 전,현직 직원 10여명에 대한 조사 결과 확인되지 않았다고 말했다. 국정원은 이와 함께 미림팀을 다시 조직한 것은 오정소 당시 실장의 지시에 의한 것으로 드러났다고만 밝혔다.

### 행담도 의혹
2005년 8월에는 행담도 관련 뇌물을 받았다는 의혹이 제기되었다. '행담도 의혹'을 수사 중인 서울중앙지검 특수2부는 3일 김재복(구속) 행담도개발㈜ 사장의 계좌 등을 통해 수천만원이 오정소 전안기부 1차장에게 건네진 단서를 잡고 자금의 성격 등을 조사하였다.
검찰은 오정소를 소환, 그를 상대로 김재복에게 김의재 경남기업회장과 문정인 전 동북아시대위원장 등을 소개해주고 그 대가로 돈을 받았는지 등을추궁하였다. 검찰은 행담도개발 대표 김재복 계좌추적을 통해 1천여만원이 오정소씨에게 유입된 사실을 파악했고 2001년 이후 명절 때마다 오씨에게 200만∼500만원씩의 `떡값'을 전달했다는 김씨의 진술도 확보했다. 검찰은 김재복이 오정소 외에도 국정원 직원 2∼3명에게도 1인당 1천만∼2천만원씩을 건넨 단서도 계좌추적을 통해 포착했다. 국정원의 비공식 에이전트 역할을 했다고 주장해온 김씨는 이들 국정원 직원을 통해 건설교통부 간부 등을 소개받아 식사나 술자리를 함께 한 것으로 검찰은 파악하였다.

## 기타
김영삼 정부 출범당시 3급 국장급에서 4단계를 뛰어 4년만에 장관급까지 올라간 초고속 승진의 주인공으로 화제가 되기도 했다.

## 같이 보기
- 국가안전기획부
- 정형근
- 미림
- 국가보훈처장
- 공운영
- 김현철